# Республика (партия, Фарерские острова)
«Республика» (фар. Tjóðveldi, Чёвельди) — левая социалистическая политическая партия на Фарерских островах, выступающей за их полную независимость от Дании и самоопределение в качестве суверенной республики.

## Краткая характеристика
Была образована после того, как итоги референдума 1946 года относительно статуса Фарер, на которых больше половины проголосовавших высказались за отделение от Дании, были проигнорированы датскими властями. Среди основателей партии были Якуп Якупстову, Эрлендур Патурссон, Сигур Йоэнсен и Карстен Хойдаль. До 2007 года носила название Республиканская партия (Tjóðveldisflokkurin). Партия использует ярко-зеленые цвета и многоцветный логотип с подписью Tjóðveldi.
Одна из двух фарерских партий, представленных в Фолькетинге (наряду с социал-демократами), и четырёх ведущих партий островов (и единственная из них, чей представитель ни разу не занимал пост премьер-министра). На общедатских выборах набирала до 25,4 % (2007), на фарерских выборах в Лёгтинг — до 24 % (1954, 1958 и 1998).

## История
Впервые входила в правительственную коалицию с двумя буржуазными сепаратистскими партиями в 1962—1966 годах, после чего бойкотировала выборы до 1973 года, а в 1974 году вернулась к власти с Социал-демократической и Народной партиями. В этот период важную роль в партии играл журналист и писатель Финнбоджи Уисаксон. В 1985 году представлявшая Республиканскую партию Йонгер Пуркхус стала на Фарерских островах первой женщиной на министерском посту.
19 января 2008 года на Фарерах были проведены очередные выборы в Лёгтинг. Бессменно возглавляемая с 1998 года бывшим тележурналистом Хёгни Хойдалем «Республика» сохранила 8 депутатских мандатов и получила статус крупнейшей в парламенте. Однако, после семи месяцев пребывания у власти партии пришлось перейти в оппозицию. По итогам выборов 2011 года «Республика» отступила на третье место с 6 мандатами, оставшись в оппозиции, однако на выборах 2015 года заняла с 7 мандатами второе место и приняла участие в формировании левого правительства под руководством победившей Социал-демократической партии. Одновременно «Республике» вновь удалось получить одно из двух зарезервированных для Фарерских островов мест, на выборах в датский фолькетинг, где она была ранее представлена с 2001 по 2011 год.

## Организационная структура
Высший орган - съезд (Floksting), между общими собраниями - центральное правление (Aðalstjórnin).